# TTD (czołg)
TTD (ang. Tank Technology Demonstraton) – prototypowy, południowoafrykański czołg podstawowy.

## Historia
Olifanty, skuteczne przeciwko T-54 oraz T-55, w perspektywie starcia z posiadanymi przez Angolę T-72 mogły okazać się niewystarczające. Dlatego też w 1983 podjęto decyzję o zaprojektowanie nowego, południowoafrykańskiego czołgu. Jednak zanim prace nad nim przyniosły konkretny skutek, wojna graniczna w Angoli dobiegła końca. W związku z tym skonstruowano zaledwie jeden prototyp nowego czołgu (1993).

## Specyfikacja
Z wyglądu TTD przypominał Leoparda 2A4. Uzbrojony w działo L7 105 mm, a jego konstruktorzy uwzględnili możliwość wyposażenia czołgu w gładkolufową armatę GT6 o kalibrze 120 mm lub inną (kaliber 140 mm). Był dobrze opancerzony, w ogólnym rozrachunku stanowił duże osiągnięcie, zwłaszcza biorąc pod uwagę to, że to pierwszy czołg zaprojektowany w Afryce, a w trakcie prac nad nim na RPA nałożone były sankcje.